# Tuffsteingrotten von Orvieto

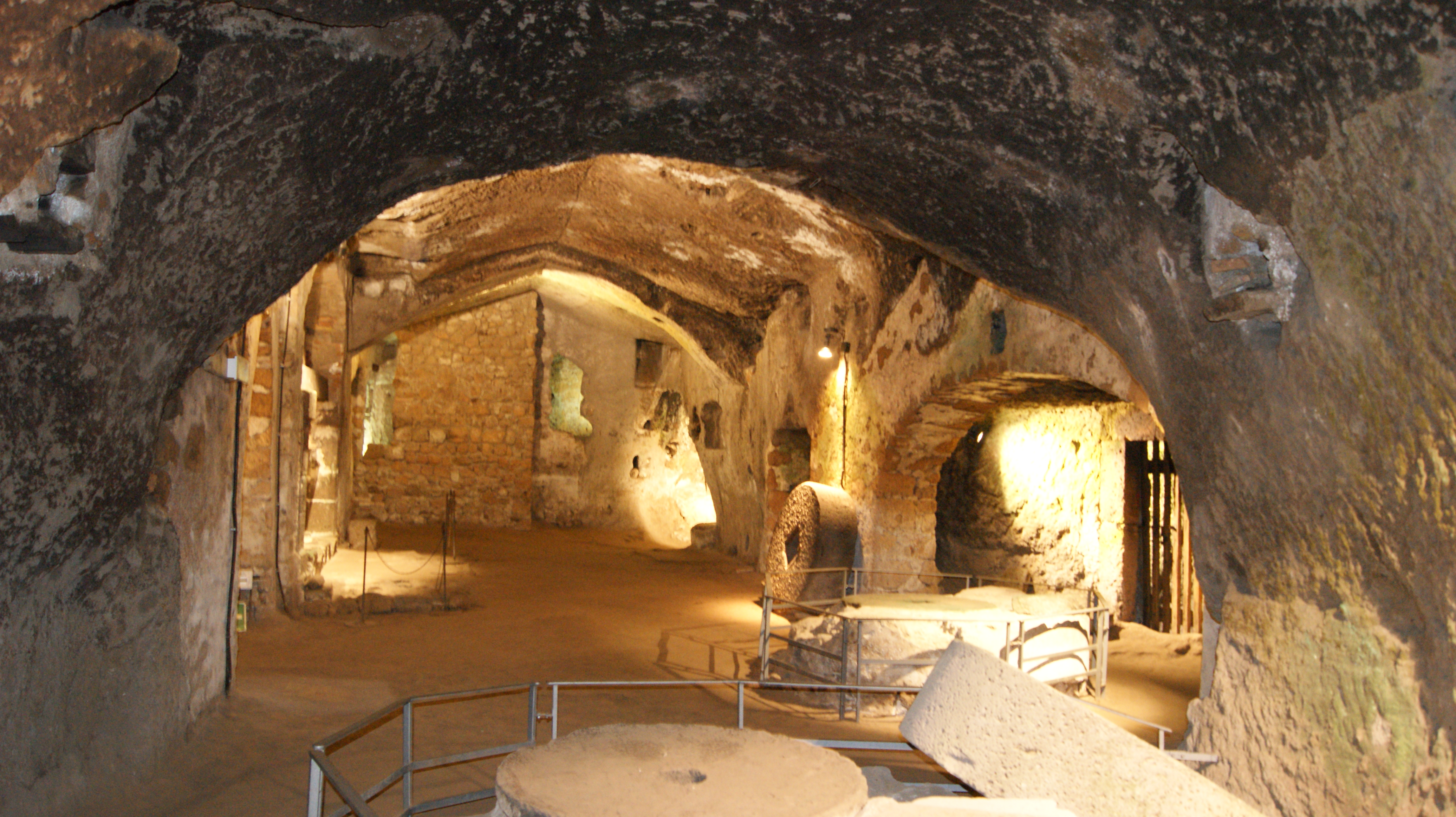
Ölmühle

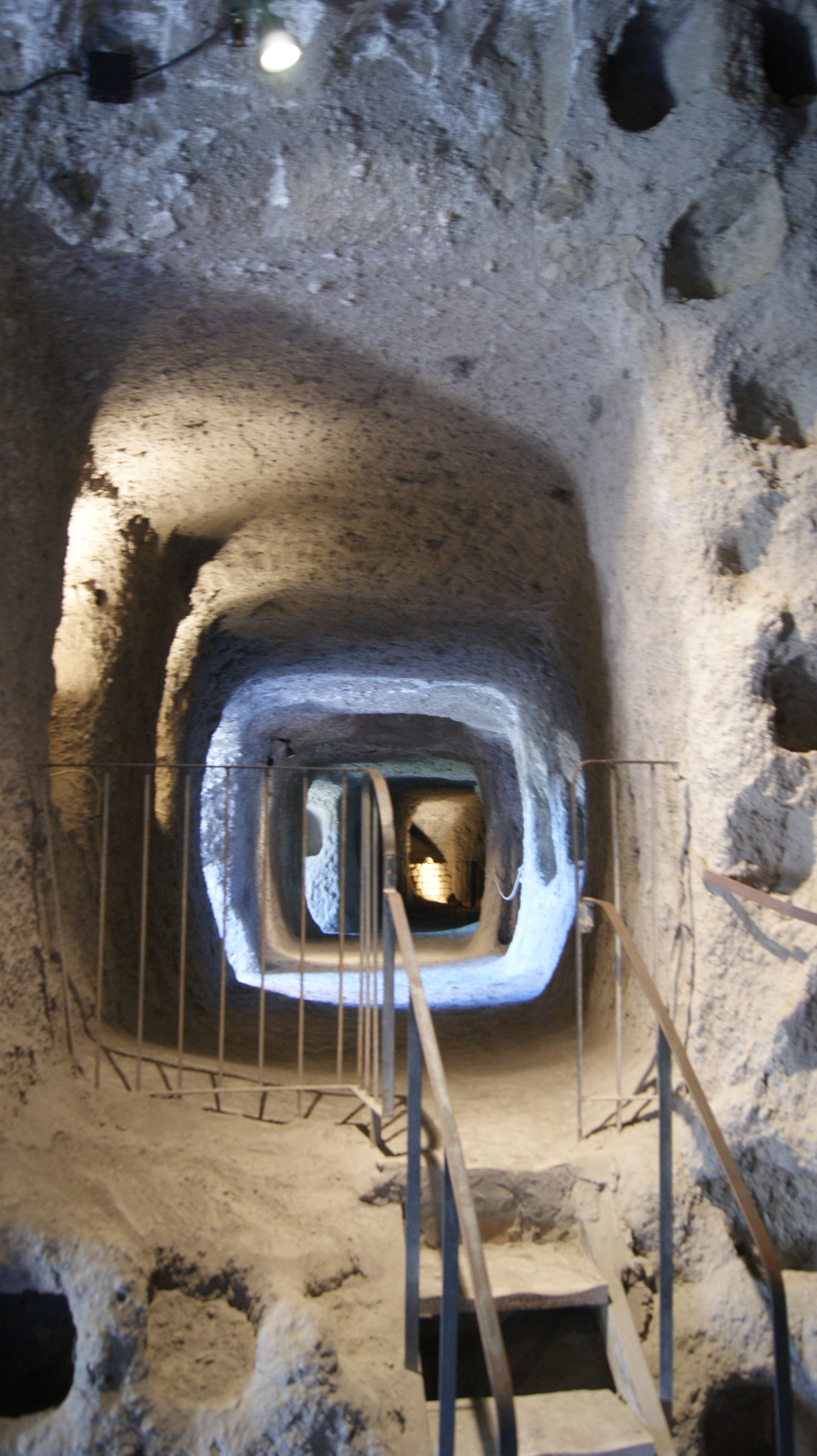
Verbindungsgang

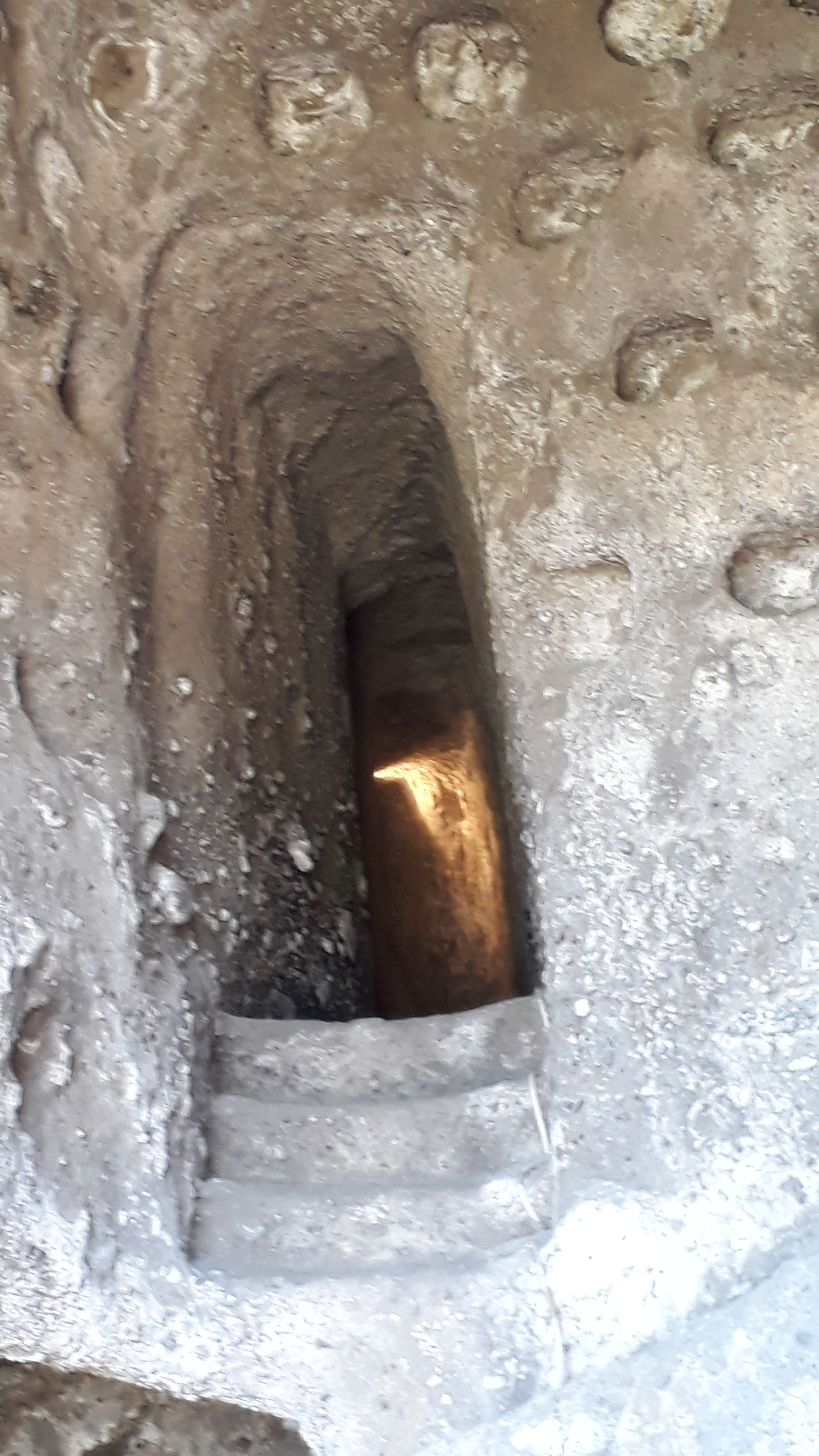
Verbindungsgang

Die  Tuffsteingrotten von Orvieto sind durch Eingriffe des Menschen entstandene, trockene Hohlräume und befinden sich unterhalb der Stadt Orvieto im Südwesten Umbriens in der Provinz Terni in Italien.

## Geologie
Tuffstein (italienisch tufo, vom gleichbedeutenden lateinisch tofus) bezeichnet ein Gestein, das zu mehr als 75 % aus Pyroklasten aller Korngrößen besteht. Es handelt sich dabei um vulkanisches Eruptivgestein nach der Verfestigung. Aufgrund der vulkanischen  Gaseinschlüsse ist Tuff häufig sehr porös und gut bearbeitbar (Weichgestein).

## Entstehung und Zugang
Die Tuffsteinschicht unter der Stadt entstanden vor etwa 300.000 Jahren durch Eruptionen der Volsiner Berge. Die über 1200 Tuffsteingrotten selbst entstanden durch die Grabungstätigkeit der Bewohner über etwa 3000 Jahre unter der gesamten Stadt verteilt. Die Grabungen wurden erst an der Wende vom 19. zum 20. Jahrhundert eingestellt. Seit etwa den 1950er Jahren sind die Grotten weitgehend ungenutzt und werden erst seit den 1970er Jahren wissenschaftlich aufgearbeitet. Zuvor dienten die Grotten und Stollen für die Lagerung von Lebensmitteln, Wein und der Produktion von Gütern sowie der Wasserversorgung der Stadt.
Bei den öffentlichen Führungen über etwa ein bis eineinhalb Stunden kann nur ein sehr geringer Teil der Grotten und Stollen besichtigt werden, so z. B. eine in einer Grotte befindliche Olivenölmühle aus dem Mittelalter samt Mühlsteinen, der Ölpresse, Feuerstelle, den Futterkrippen für die Tiere, den Wasserleitungen und Zisternen.

## Trivia
In der „Grotte der alten Ölmühle“ ist es seit 2002 möglich, sich standesamtlich trauen zu lassen.